# Jean Bourdichon
Jean Bourdichon, né à Tours en 1456/1457, et mort à Tours en 1520/1521, est un peintre et enlumineur de la cour de France entre la fin du XVe siècle et le début du XVIe siècle. Il fut peintre en titre de quatre rois de France, Louis XI, Charles VIII, Louis XII et François Ier. Jean Bourdichon est surtout connu comme l'enlumineur de son œuvre principale, Les Grandes Heures d'Anne de Bretagne.

## Éléments biographiques
Il est né en 1456 ou 1457 probablement à Tours, et a principalement vécu dans la région du Val de Loire.
Jean Bourdichon a été identifié en 1880 par l'historien lyonnais André Steyert (1830-1904) grâce à la découverte d'une pièce d'archives de 1508 — un mandement ou ordre de paiement d'Anne de Bretagne — concernant les Grandes Heures d'Anne de Bretagne. Bourdichon déclare avoir cinquante-six ans au procès de canonisation de François de Paule en 1513, et il est donc né en 1456 ou 1457. En 1520, Bourdichon est mentionné pour la dernière fois, et en juillet 1521, sa fille se présente pour toucher sa part de la succession de son père qui est donc mort en 1520 ou au début de 1521,.
Il a reçu sa formation dans l'atelier de Jean Fouquet ou de celui de l'un de ses fils. Au milieu des années 1470, Jean Bourdichon travaille auprès du principal associé de Jean Fouquet, le Maître du Boccace de Munich qui est sans doute l'un des deux fils de Fouquet, Louis ou François. En 1481, Bourdichon succède à Jean Fouquet comme « peintre et valet de chambre » du roi. Le peintre touche des gages et apparaît dans les comptes royaux principalement pour de multiples travaux d'ornementation utilitaire et de décors éphémères, mais aussi pour des patrons de monnaies, d'orfèvrerie et de vitraux. En tant que peintre, il réalise de nombreux tableaux sur bois, des Vierges en gloire, des portraits de membres de la famille royale ainsi que de François de Paule. Peu de tableaux subsistent.
Son œuvre d'enlumineur est très abondante. La clientèle de Bourdichon est celle du milieu royal immédiat qui impose et met à la mode un art de cour fait pour plaire par sa somptuosité, à une époque où l'imprimerie commence à permettre une diffusion large des mêmes textes et ouvrages.

## Éléments de style

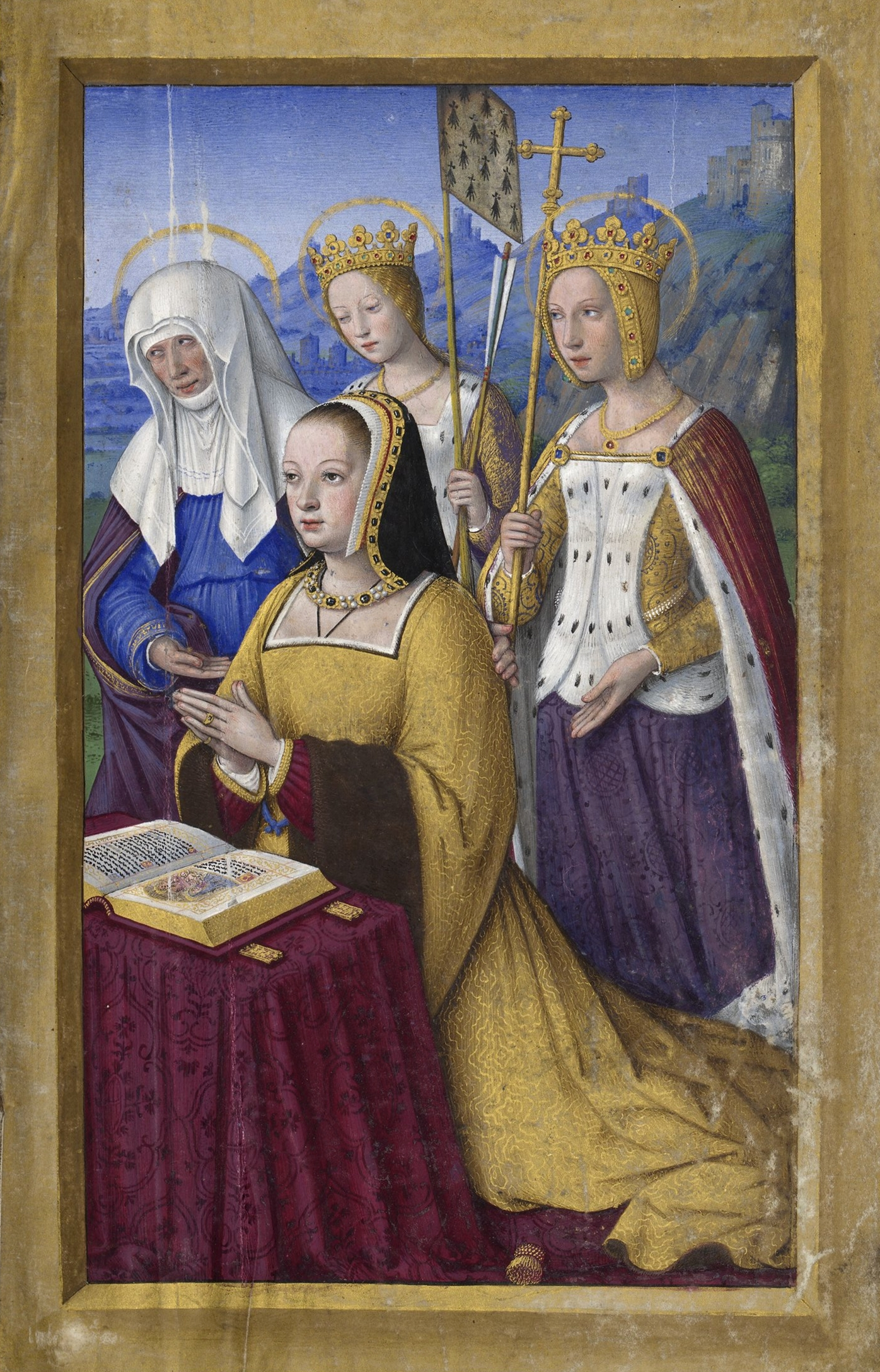
Anne de Bretagne et ses protectrices, Les Grandes Heures d'Anne de Bretagne.

Jean Bourdichon est issu de l'« école de Fouquet » et utilise nombre d'éléments de son style, comme par exemple la perspective ou les bâtiments italianisants. Le Maître du Boccace de Munich l'influence également, et lui transmet des caractères venant de Colin d'Amiens.
Jean Bourdichon utilise un cadrage à mi-corps des figures qui rapproche l'œil du spectateur et crée un effet d'intimité. Au minces filets qui encadrent les  miniatures se substituent des cadres dorés et ombrés, portant fréquemment des inscriptions, et qui en font de plus en plus des peintures de chevalet. L'artiste privilégie l'or et le bleu. Il aime placer ses personnages dans une atmosphère de nuit, ombrée de bleu où des sources de lumière dorée éclairent des personnages. Si le fond est un paysage, il est pris dans une couche de bleu amorti éclairé d'un coucher ou lever de soleil naissant, dans un intérieur, la perspective est rigoureusement respectée. Les vêtements des personnages principaux sont rehaussés de fines rayures d'or. Les premières miniatures sont étonnamment claires, plates, roses et fortement rehaussées de longues hachures dorées. Dans certaines miniatures ultérieures, comme la Nativité des Grandes Heures, les vêtements ne portent aucun rehaut d'or malgré l'effet d'éclairage artificiel apporté dans la scène nocturne par la lanterne de Joseph. Dans les images de dévotion, les yeux des personnages, rehaussés de blanc, sont levés vers le ciel dans une posture pieuse.
L'originalité la plus frappante de Bourdichon est l'usage de bordures de fleurs et de fruits, peuplées d'insectes réalisées en trompe-l'œil et qui ornent les pages, comme dans les Grandes Heures. Au lieu du semis de fleurs coupées en usage dans l'enluminure flamande, Bourdichon présente sur fond doré des plants entiers de fleurs, dressés sur toute la hauteur de la bordure, depuis leur pied jusqu'à leurs boutons, comme dans un traité de botanique. Ultérieurement, comme dans les Heures d'Aragon, il s'italianise au contact de Giovanni Todeschino et reprend notamment des candélabres massifs ou des encadrements architecturaux de style renaissance,.

## Œuvre

### Panneaux

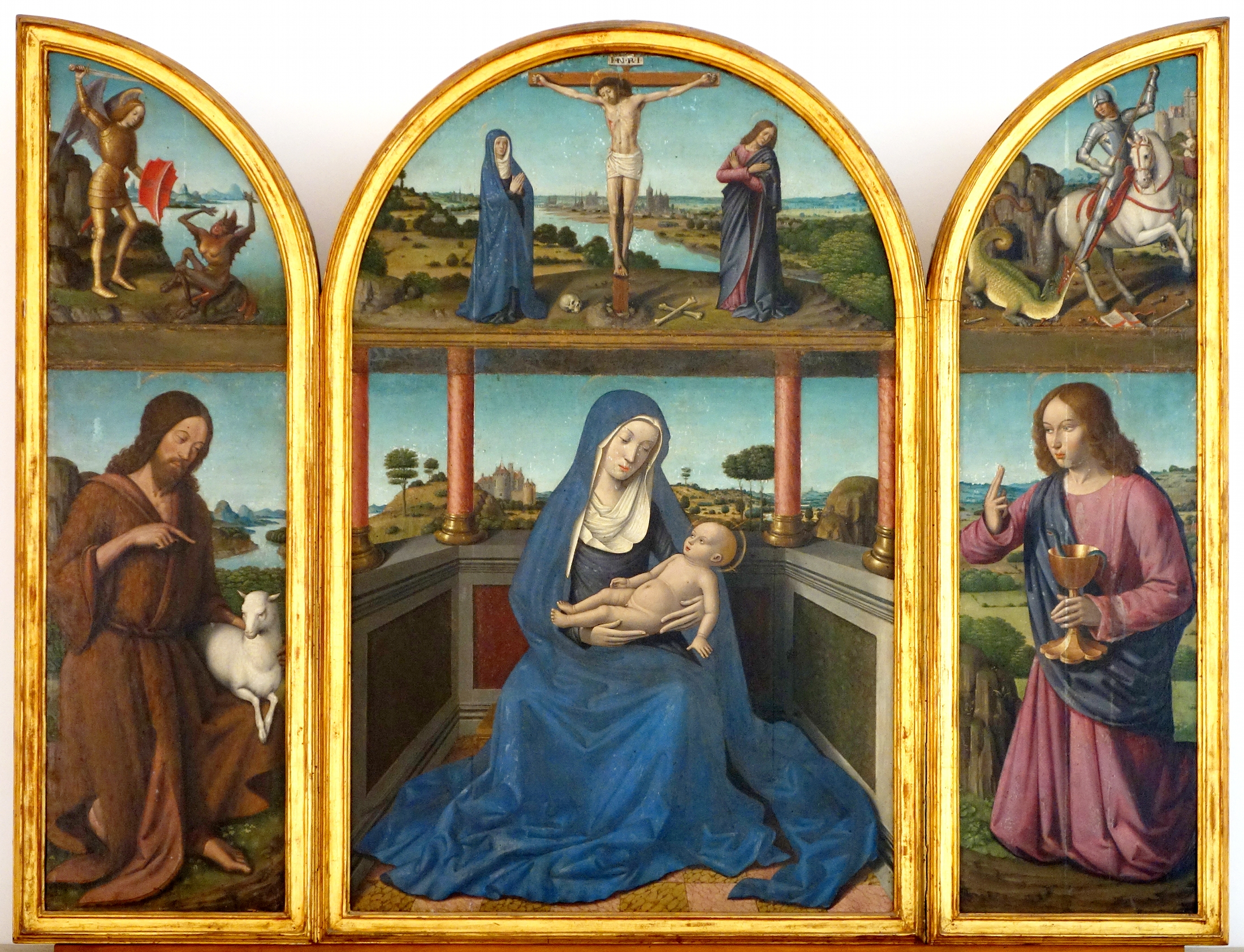
La Vierge et l'Enfant entre saint Jean-Baptiste et saint Jean l'Évangéliste, Musée San Martino de Naples.

Il existe peu de tableaux dont l'attribution est certaine.
- Portrait de Saint-François de Paule, que François Ier de France envoya au pape Léon X. Il ne reste qu'une gravure de Michel Lasne reproduisant le panneau.
- La Vierge et l'Enfant entre saint Jean-Baptiste et saint Jean l'Évangéliste, triptyque, huile sur bois, 114 × 150 cm, Musée San Martino de Naples.
- Mise au tombeau, église Saint-Pierre-Saint-Paul de Gonesse[8]. L'attribution à Bourdichon est incertaine : Pierre-Gilles Girault[6] estime qu'il s'agit de l'œuvre d'un imitateur combinant des motifs empruntés à Bourdichon et à Poyer.
- Le Christ bénissant et Vierge en oraison, Musée des beaux-arts de Tours. Ces deux panneaux ont été acquis par le musée en 2007[9]. Les panneaux sont en partie tronqués sur les bords et la couche picturale présente quelques lacunes, mais leurs dimensions indiquent qu'ils formaient à l’origine un diptyque. Le couple formé par le Christ et sa mère a connu une diffusion importante, et il en existe de nombreuses variantes. L'attribution de ces œuvres est toutefois contestée notamment car dans toutes ses représentations de la Vierge Bourdichon entourent entièrement le visage de la Vierge du voile[10].

- Vierge en oraison, Londres, collection privée de Sam Fogg. Cet exemplaire, autrefois à Riga et maintenant à Londres, est en tout point semblable à l'exemplaire de Tours[9]. Des examens de laboratoire ont montré que les panneaux ont été peints en utilisant un calque ; il s'agit donc d'œuvres produites en petites séries, mais l'emploi de matériaux coûteux comme le bleu de lapis-lazuli montre qu'il s'agit néanmoins d'œuvres précieuses.

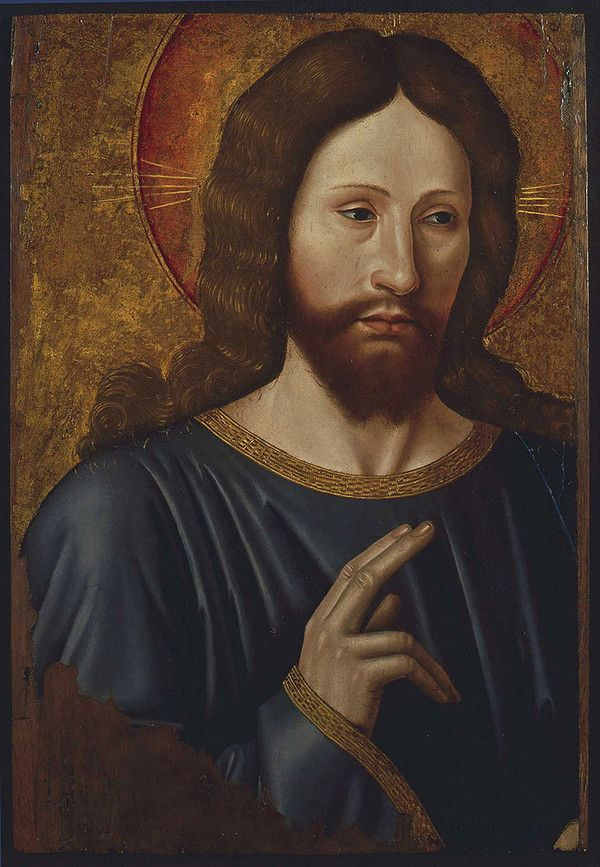
Le Christ bénissant (Musée des beaux-arts de Tours)
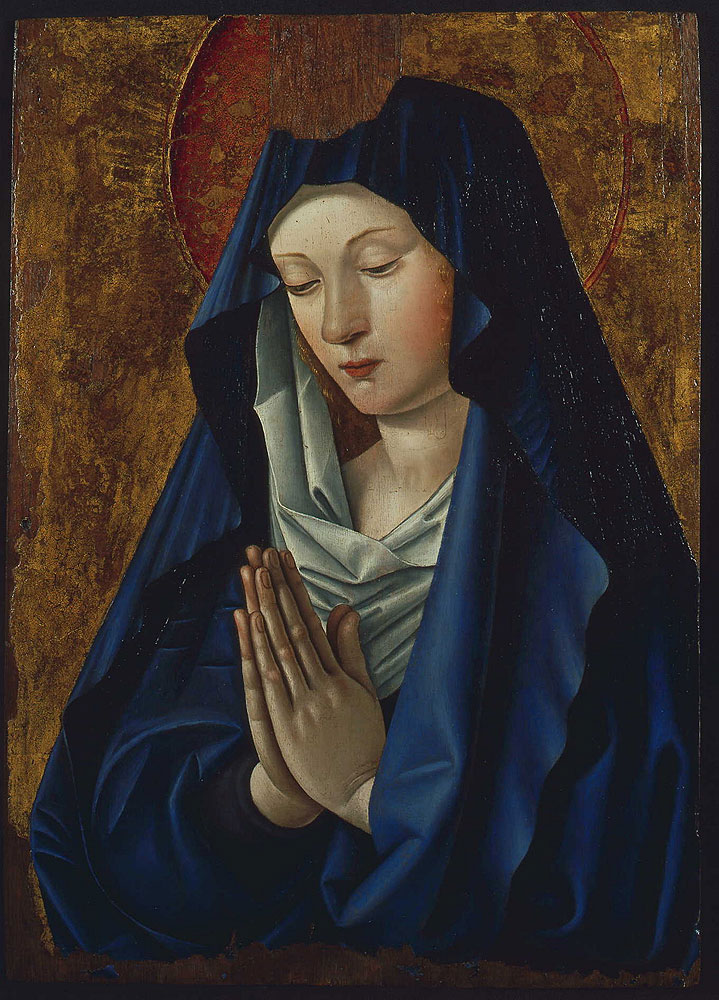
Vierge en oraison de Tours
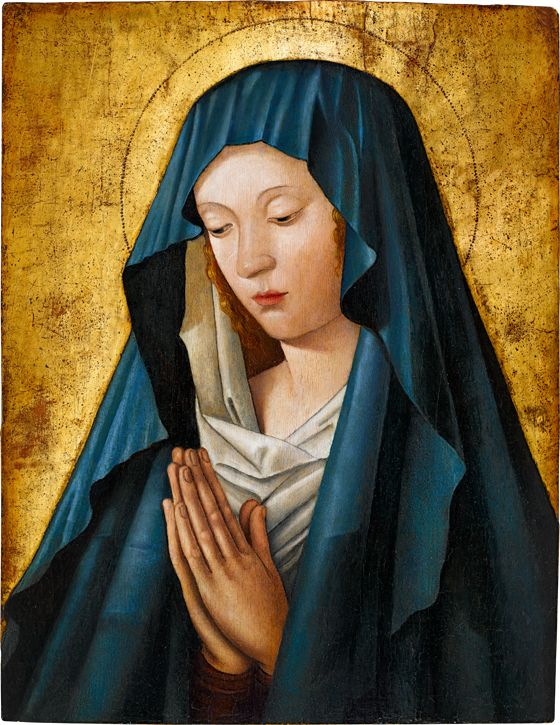
Vierge en oraison de Riga

### Miniatures et manuscrits

#### Avec le Maître du Boccace de Munich

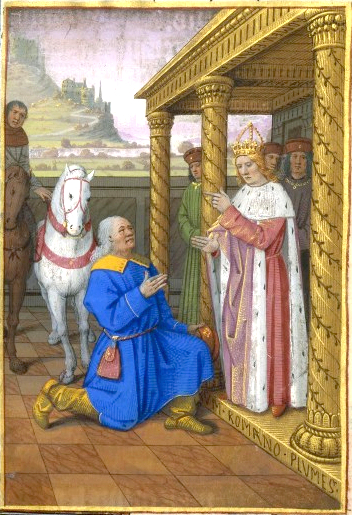
« Auguste nommant Quirinus gouverneur de Syrie », Flavius Josèphe, Antiquités judaïques, Paris, BnF, manuscrit NAF. 21013, folio 65.

Jean Bourdichon a reçu sa formation dans l'atelier de Jean Fouquet ou de celui de l'un de ses fils. Au milieu des années 1470, Jean Bourdichon travaille auprès du principal associé de Jean Fouquet, le Maître du Boccace de Munich qui est sans doute l'un des deux fils de Fouquet, Louis ou François.
C'est à l'occasion de l'exposition Jean Fouquet de 2003 que François Avril a introduit le Maître du Boccace de Munich qu'il suppose être un des fils de Fouquet: 
« 
À partir des années 1460, Jean Fouquet est solidement épaulé, dans son activité d'enlumineur, par un remarquable collaborateur dont la personnalité distincte, bien qu'imprégnée par l'art du maître, s'affirme pour la première fois dans les petites illustrations du Boccace de Munich. Il s'agit vraisemblablement d'un des fils de Fouquet, Louis ou François, dont l'existence est attestée par un témoignage tardif. Héritier des savoir-faire du peintre tourangeau et en contact avec l'atelier parisien du Maître de Coëtivy, cet enlumineur exécute, sous la tutelle artistique de Fouquet, quelques très importants manuscrits, dont les célèbres Antiquités judaïques, considérées souvent comme représentant la phase ultime de la carrière du maître. Une série de livres d'heures aux caractéristiques stylistiques et iconographiques communes sort également de l'officine de cet artiste visiblement très actif. Proposée ici pour la première fois, la définition de cette nouvelle personnalité artistique oblige désormais à réviser l'étendue de l'activité de Fouquet comme enlumineur, et à envisager autrement les modalités de son rayonnement.  »
— François Avril, Fouquet et ses fils.
L'atelier d'enluminure auprès de Fouquet explique l'influence durable qu'exerce l'art du maître sur la peinture et l'enluminure de Tours bien au-delà des années 1500. L'un des relais les plus actifs dans la diffusion des formules de Fouquet est sans doute son propre disciple et principal assistant, le Maître du Boccace de Munich, auprès duquel semble avoir été formé Bourdichon. Il pourrait avoir fait le lien entre l'art de son père et Bourdichon, d'une bonne génération plus jeune, et qui s'émancipa progressivement du grand Fouquet. Les premiers travaux de Bourdichon sont à placer sous la collaboration avec le Maître du Boccace de Munich :
- le Tite-Live de Versailles (Paris, BnF, manuscrit Fr. 273-274)

enluminé en deux étapes, à Bruges par le maître du Boccace de Munich, vers 1455-1460, puis à Tours par Jean Bourdichon; deux miniatures sur deux colonnes (fr. 273, fol. 7 ; fr. 274, fol. 1); au total 63 miniatures.
- le Tite-Live de Rochechouart (Paris, BnF, manuscrit Fr. 20071)

illustration réalisée à Tours vers 1470-1480 par le maître du Boccace de Munich et d’autres artistes puis à Paris (?) vers 1490-1500 par Jean Bourdichon ; 56 miniatures (4 sur 2 colonnes des 2/3 de la justification et 48 sur 1 colonne d’1/3 de la justification).
- le deuxième volume des Antiquités judaïques (Paris, BnF, manuscrit NAF. 21013) et
- les Heures de Bourbon-Vendôme (Paris, Bibliothèque de l'Arsenal, manuscrit 417)

#### Les Grandes Heures d'Anne de Bretagne

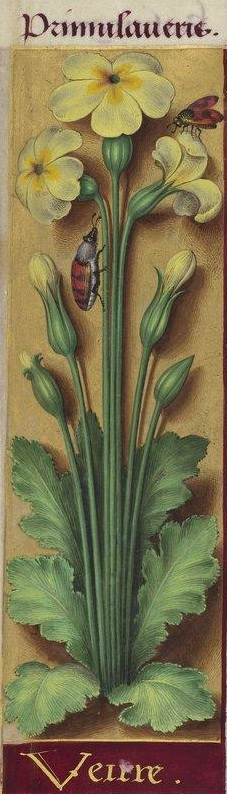
Primevère.

Les Grandes Heures d'Anne de Bretagne, Bibliothèque nationale de France, vers 1503-1508. Composé de 238 folios de 300 × 195 mm. Toutes les marges du texte sont décorées par une flore extraordinaire. C'est un des manuscrits les plus populaires du monde. Cet herbier, peuplé d'insectes, formé en tout de trois cent trente-sept bordures, constitue la singularité de l'ouvrage.
Les miniatures sont de taille exceptionnelle pour un livre d'heures. Elles sont bordées d'un simple cadre d'or plat imitant un cadre en bois, avec une inscription sur le bas. Les personnages sont coupés à mi-hauteur. On reconnaît, dans la Nativité (folio 51v) ou la Fuite en Égypte (folio 76v), la prédilection pour les décors nocturnes, avec le fond en bleu amorti d'où émergent des sources de lumière. Les personnages sont souvent rehaussés de complexes hachures d'or et se détachent devant en avant de paysages artificiels.
Les Grandes Heures ont donné lieu à des répliques postérieures, dont trois exemplaires sont de conception très voisine :
- Heures Holford, Pierpont Morgan Library, New York, manuscrit M. 732
- Heures Rothschild, Waddeson Manor, manuscrit 20
- Heures Gardner, à Boston, Gardner Museum, ms. 8

Alors que la première réplique est présenté comme « un double des Grandes Heures » par Delisle, les deux suivantes ont les mêmes bordures florales, mais les peintures sont présentées dans des tabernacles à corniche dorée compliquée.

#### Heures de Louis XII
Le livre d'heures de Louis XII, qui date d'environ 1498-1499, ne subsiste plus qu'à l'état de fragments dispersés. Il est appelé aussi livre d'heures d'Henri VII d'Angleterre parce que Henri VII était en sa possession, probablement par l'intermédiaire de Marie d'Angleterre. Le manuscrit a dû être démembré au XVIIe siècle. Deux feuillets de texte isolés existent et une cinquantaine de pages qui sont réunies en ordre dispersé dans un volume conservé à Londres. Les bordures latérales sont ornées de compositions florales très caractéristiques, et présentent des combinaisons de grandes fleurs sur un fond doré accompagné d'insectes. Certaines de celles-ci ont été attribuées au jeune Maître de Claude de France, alors travaillant comme apprenti pour Bourdichon.
Dans leur ouvrage sur les enluminures du Louvre, les auteurs tentent une reconstruction de l’enchaînement des quinze,, ou seize miniatures restantes. Ils estiment qu'à l'origine, les heures contenaient douze miniatures de calendrier et environ vingt-quatre peintures à pleine page.
Les heures s'ouvraient probablement sur le portrait de Louis XII faisant face à une Déploration du Christ qui a été redécouverte dans une collection privée en 2018. Quatre miniatures du calendrier, correspondant aux mois de février, juin, août et septembre, se trouvent à Philadelphie.

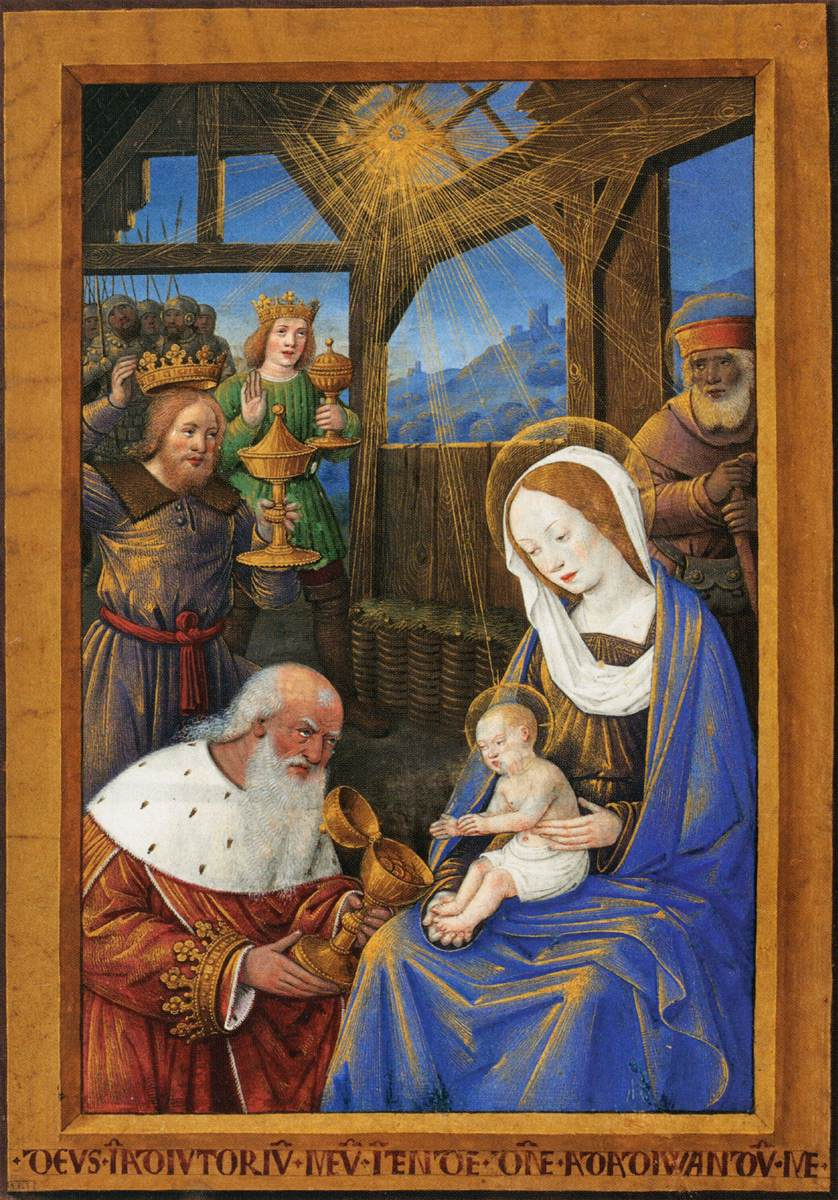
« Adoration des mages », Heures de Louis XII, musée du Louvre, Cabinet des dessins, RF 53030.
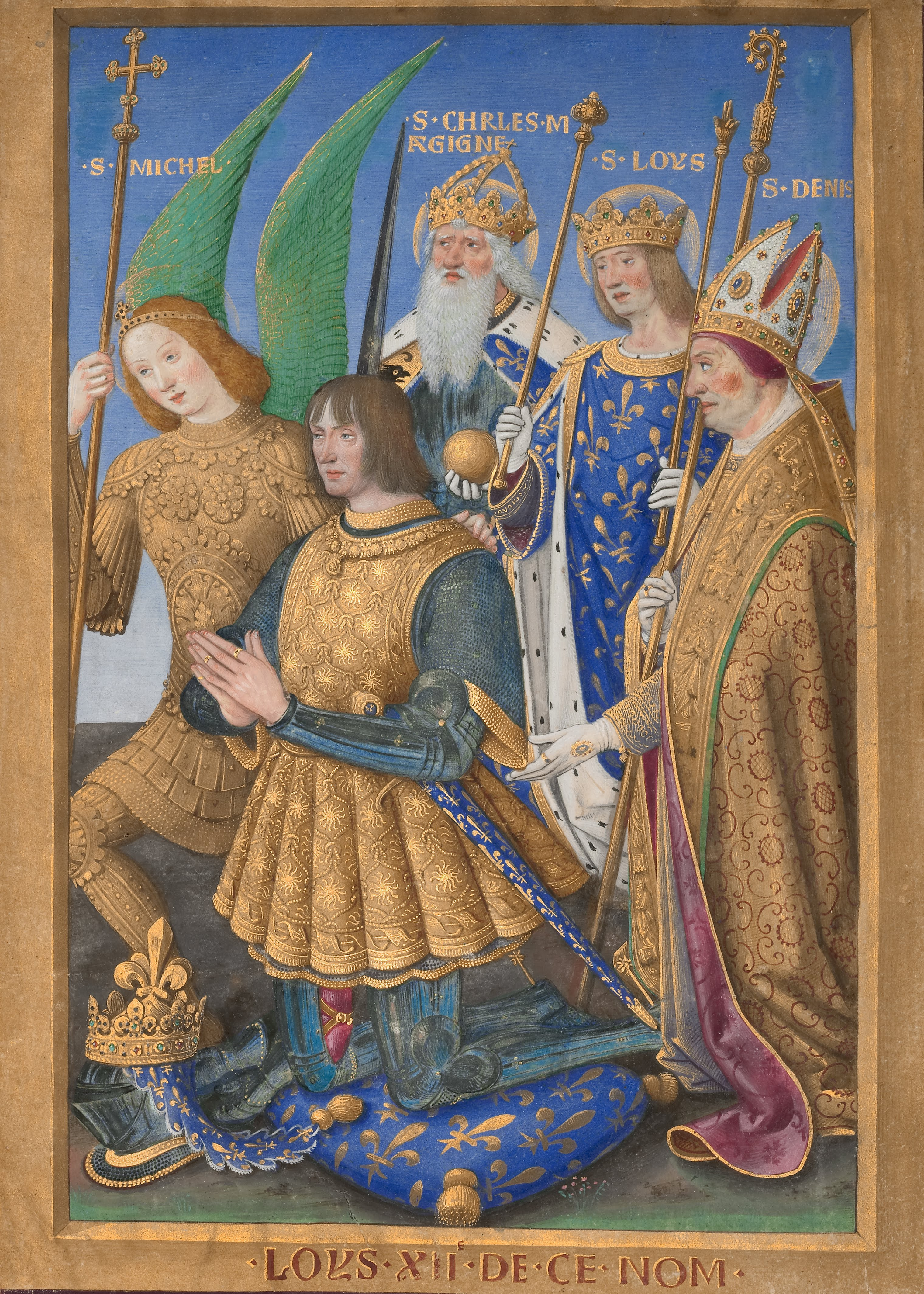
Louis XII agenouillé en prière, J. Paul Getty Museum.

Une seule miniature des Évangélistes, Saint Luc écrivant, est à Édimbourg . La Trahison du Christ à Paris,  pouvait suivre. Les heures de la Vierge commençaient avec une Annonciation dont subsiste la Vierge lisant, à Londres. Les miniatures suivantes sont une Visitation, conservée à Bristol, une Nativité à Londres, une Adoration des mages à Paris, une Présentation au Temple à Malibu, et la Fuite en Égypte (collection particulière). Les heures du Saint Esprit sont introduites par une Pentecôte, conservée à Londres. Suit Bethsabée au bain, à Malibu et Job sur le tas de fumier, également à Londres.

#### Heures dites de Catherine d'Armagnac(Heures Getty)

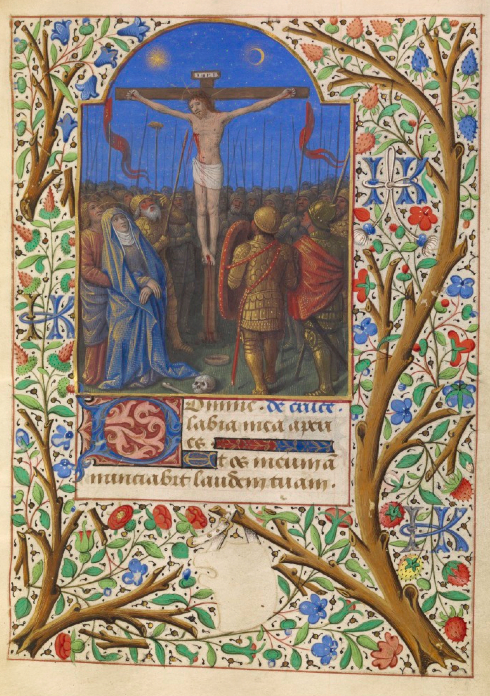
Crucifixion, Heures Catherine (vers 1480-1485),Getty Center.

Ce livre d'heures à l'usage de Rome est conservé au Getty Center à Malibu. Composé de 144 folios de format 163 × 116 mm, il date de 1480-1485. C'est un des premiers livres illustrés par le jeune Bourdichon. Les miniatures, d'excellente qualité et de grande fraîcheur, montrent un répertoire iconographique classique issu de l'« atelier de Fouquet ». Le début de la carrière de Bourdichon s'explique clairement à partir de ces heures. Le goût de la couleur nette et du travail d'or sont caractéristiques, de même les personnes d'assez forte taille poussées au premier plan et déjà sa prédilection pour les scènes nocturnes à éclairage artificiel.
À cause des initiales I et K dans ses bordures (I pour Jean et K pour Catherine), ce livre passe pour être peint pour Catherine d'Armagnac, épouse de Jean II, duc de Bourbon, et morte en 1487. Mais les écussons sont restés vides, et cette hypothèse n'est pas reprise par Nicole Reynaud.
L'ouvrage paraît exactement contemporain d'un livre d'heures, comme le premier à calendrier du Mans, conservé à Francfort (musée des arts appliqués, Manuscrit LM 48). Ces Heures de Francfort présentent avec les Heurs Getty la plus étroite parenté dans la décoration des marges, dans les types et dans l'iconographie. Le manuscrit est d'ailleurs attribué à Bourdichon dans une présentation des collections du musée.

#### Heures de Frédéric III d'Aragon

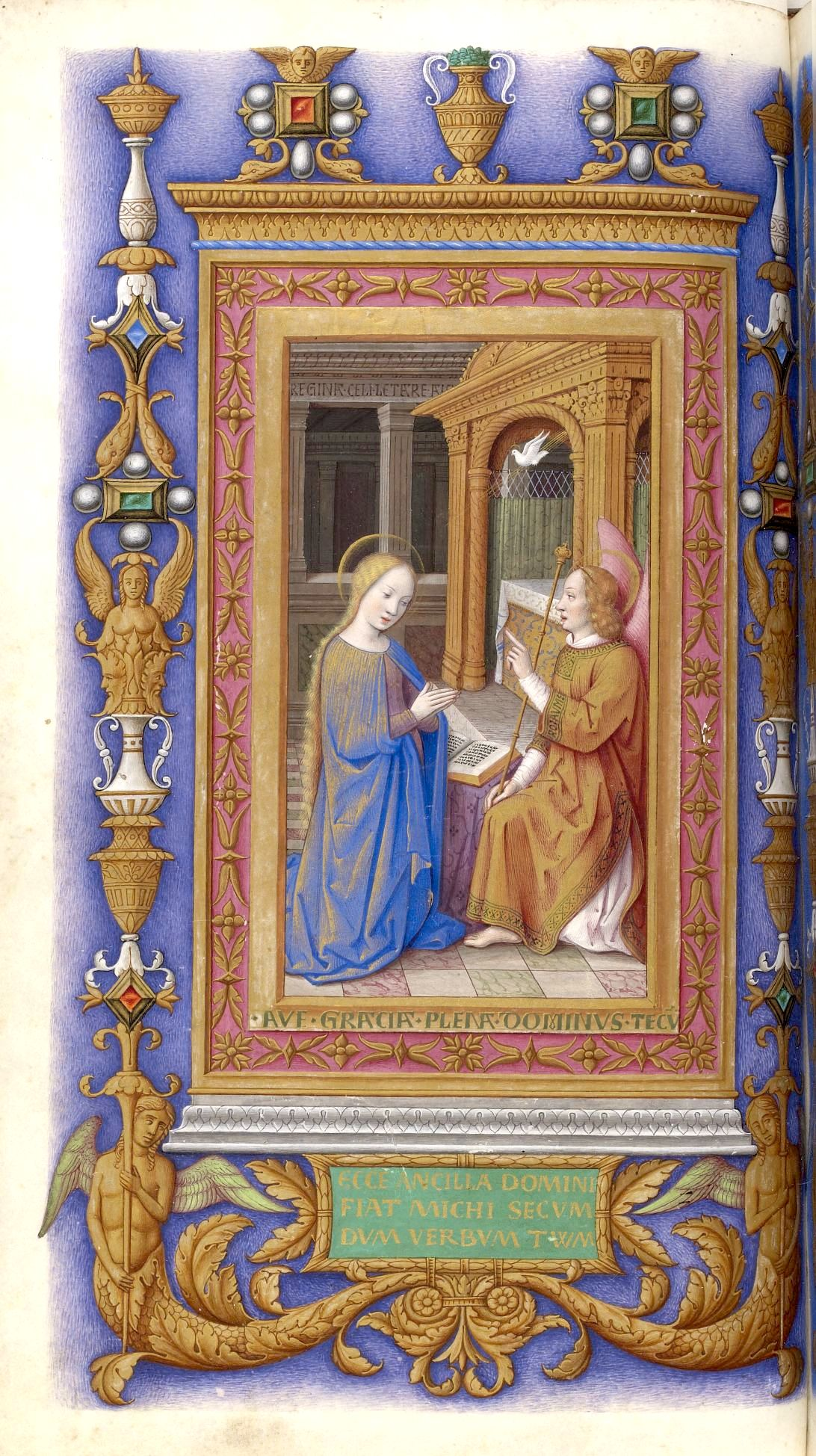
Annonciation, folio 106.

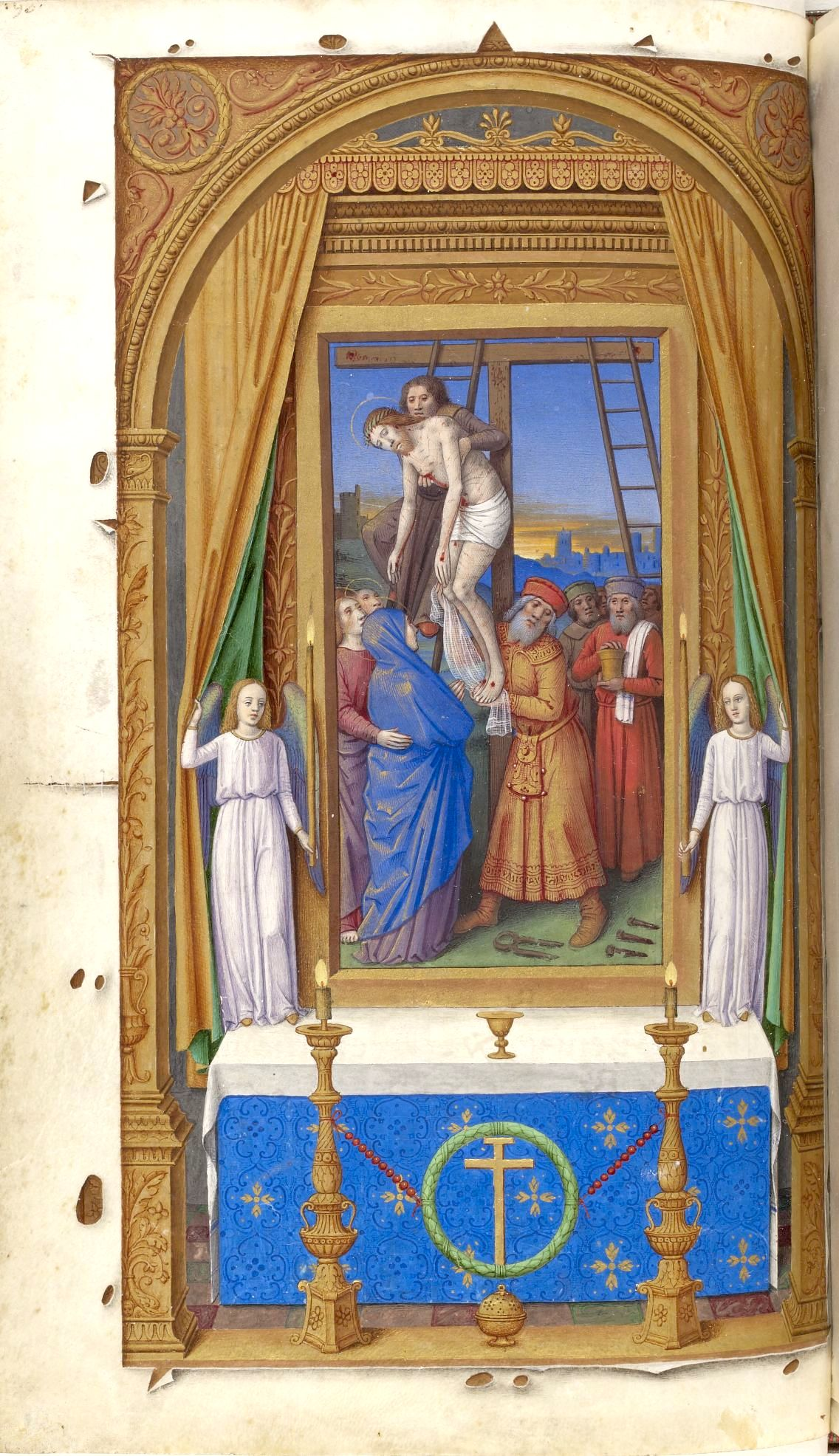
Descente de croix, folio 198.

Par le traité de Grenade signé entre Louis XII et Ferdinand le Catholique en 1500, l’Italie méridionale est annexée à la France et la Sicile à l’Espagne. En août 1501, le dernier des rois d’Aragon de Naples, Frédéric III d'Aragon, est déposé par les forces françaises. Il part pour l’exil en France le 6 septembre 1501. Nommé comte du Maine et doté d’une confortable pension par le roi de France, Frédéric d’Aragon s’installe au château du Plessis avec son importante collection d’art et quelques centaines de volumes de l’ancienne librairie royale. Il meurt le 9 novembre 1504.
Frédéric est accompagné en Touraine par l’enlumineur Giovanni Todeschino, « enlumineur du roi » à Naples, célébré pour ses talents comme un artiste singulier. Celui-ci participe à la décoration des Heures de Frédéric III d’Aragon (Bibliothèque nationale de France, manuscrit Lat. 10532,) avec Jean Bourdichon et son atelier. Écrit en humanistique par une main vraisemblablement italienne, ces Heures   sont un luxueux livre d'heures, d'usage dominicain, composé entre 1501 et 1504. Il comporte 388 pages de format 245 × 155 mm et présente soixante-quatre miniatures peintes par Bourdichon. Celles-ci sont de petit format (120 × 71 mm), peintes sur de petits rectangles de vélin d'une extrême finesse qui ont été contrecollés sur des espaces laissés blancs au centre des encadrements à l'italienne. Le volume est peint en Touraine entre 1501 et 1504, année de la mort du commanditaire.
Les enluminures viennent par paires : sur le verso, les miniatures sont serties dans les encadrements italiens; sur le recto, face au miniatures, l'encadrement est minutieusement repris, par une main française, et contient un placard de texte en capitales antiques sur fond rouge foncé. Les grandes initiales en camaïeu d'or sont dotés de rouleaux.

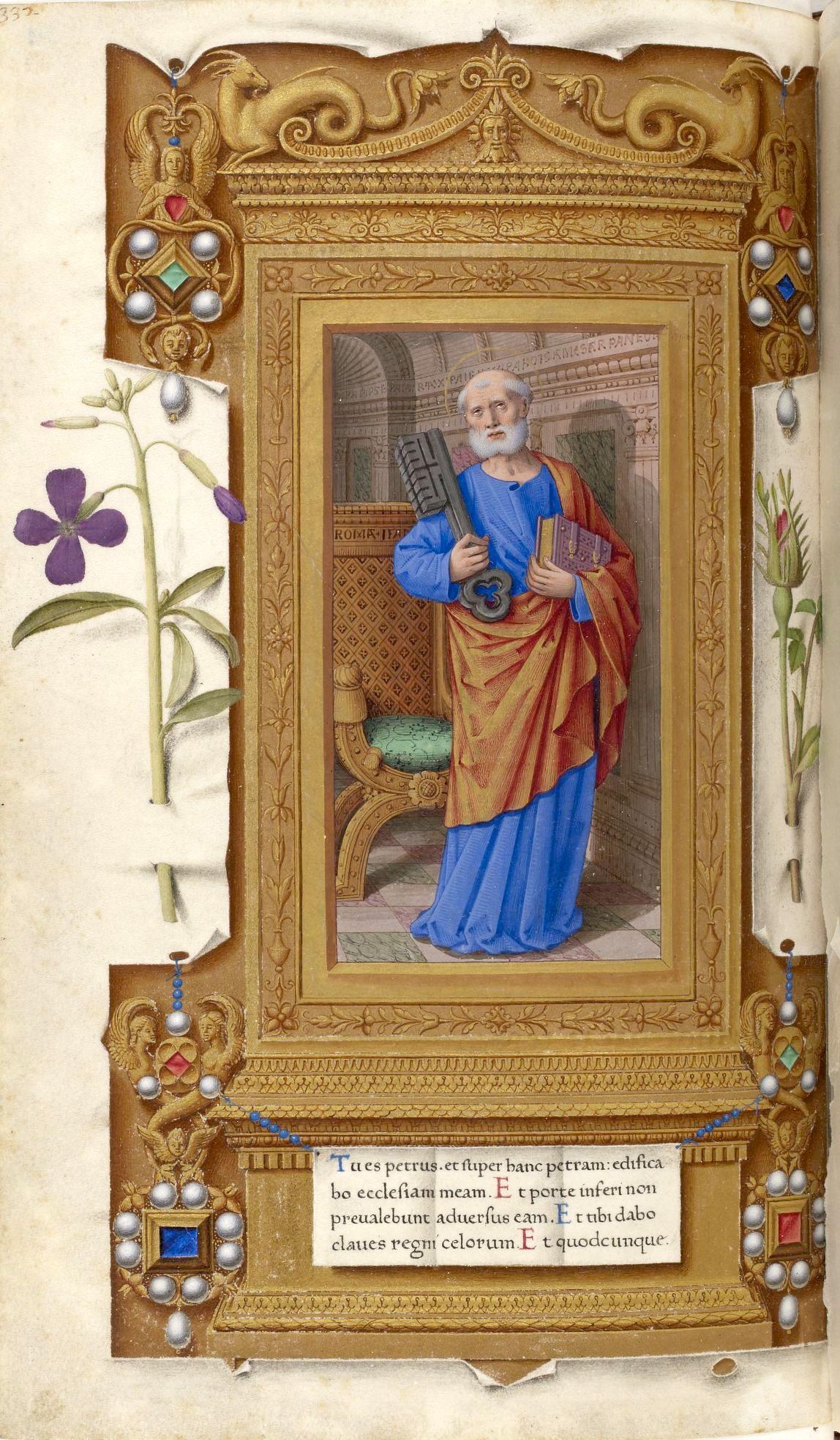
Folio 332 : Saint Pierre. Le cadre est vu à travers un parchemin déchiré, les fleurs fichées dans le parchemin.

La présentation du livre est d'une rare élégance. Les encadrements, d'une virtuosité et d'une science extrêmes, sont l'œuvre de Giovanni Todeschino. Ceux-ci présentent sur fond de couleurs rares des pierres précieuses ou des perles, des colliers et des guirlandes, des candélabres, mascarons, sirènes, sphinges ou des putti. Sur le recto qui fait face aux miniatures, les mêmes encadrements entourent un placard de texte en capitales antiques sur fond rouge foncé. En certains endroits, Todeschino imite les effets de parchemin déchiré et troué en trompe-l'œil. Ceci est visible notamment sur le folio 332.

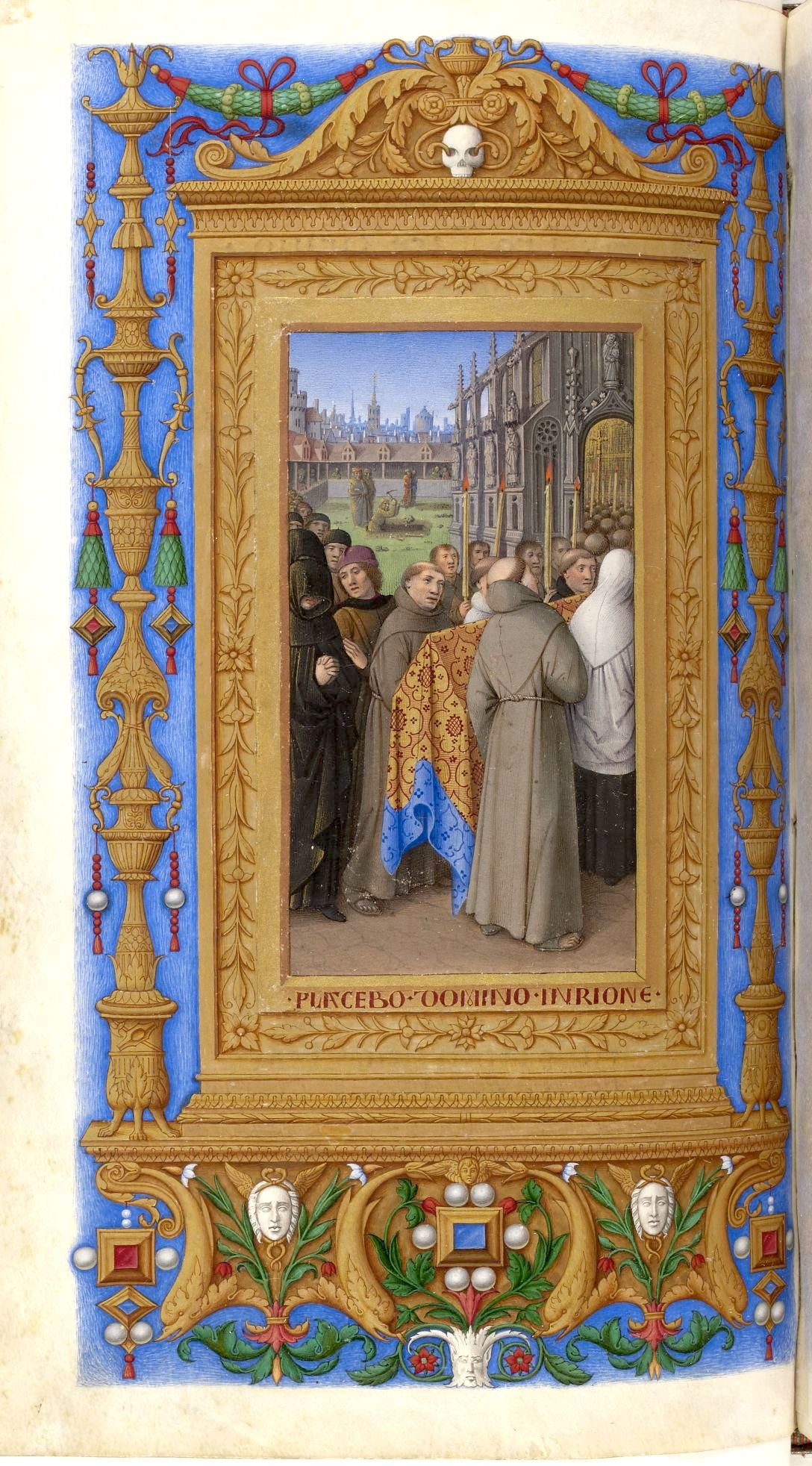
folio 242.
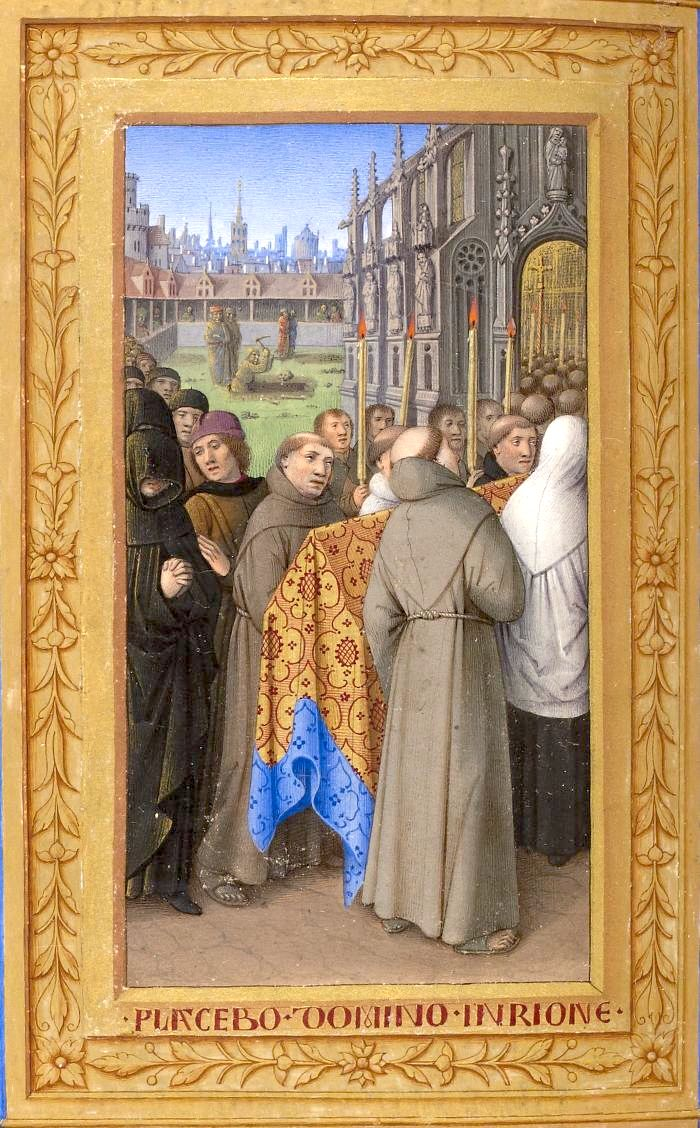
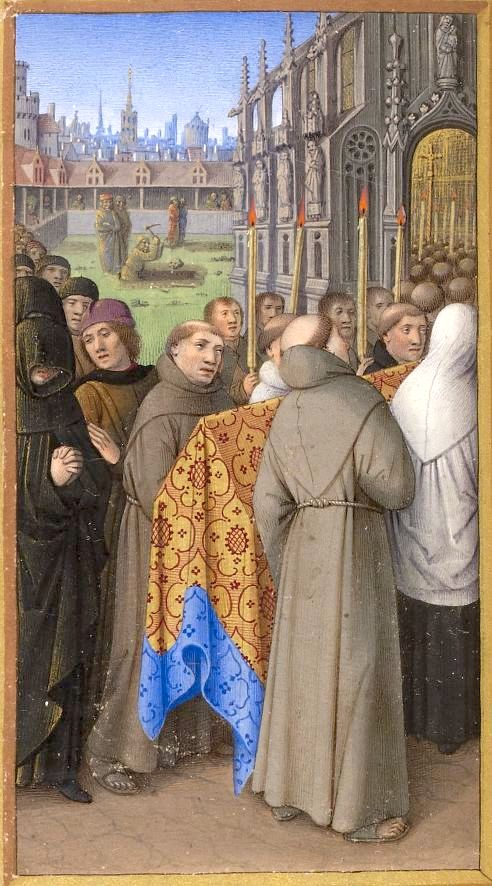
sans cadre.
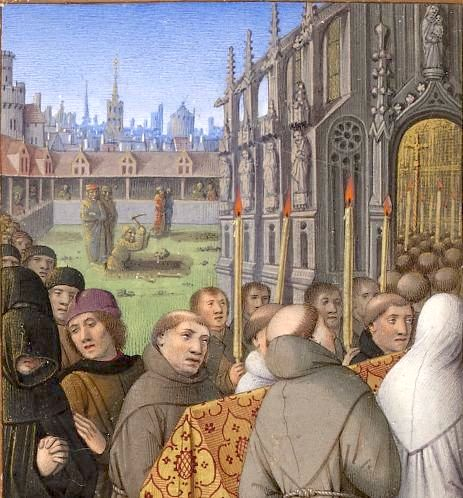
détail.

#### Les Quatre états de la société

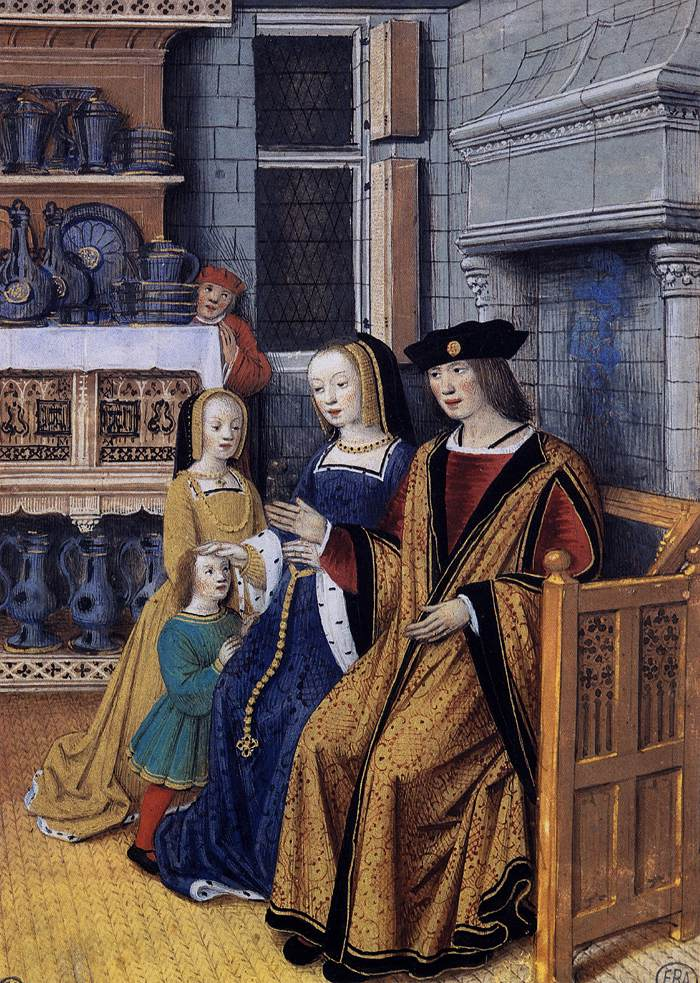
L’Homme riche ou La Noblesse, École nationale supérieure des beaux-arts, Paris, Mn. mas 93.

Sous forme de manuscrit conservé à la Bibliothèque nationale de France, manuscrit Fr. 2374,
c'est un recueil de poésies moralisantes, anonyme; il est possible qu'il s'agisse d'un petit livret destiné à l'éducation et l'édification du jeune François d'Angoulême. Quatre enluminures :
- L'Artisan ou Le Travail
- L’Homme riche ou La Noblesse
- L'Homme misérable ou l’État de pauvreté
- L’Homme sauvage ou l’État de nature

sont conservées à l'École nationale supérieure des beaux-arts. Le manuscrit de la BnF ne contient que le menuisier (attribué à l'atelier de Bourdichon) et l'homme sauvage (attribué à Bourdichon lui-même). La ballade relative à l'homme sauvage se retrouve dans d'autres manuscrits :  le manuscrit Français 2366 et le manuscrit  Français 3939 (fol. 33).

#### Voyage de Gênes
Jean Marot suit Louis XII dans ses expéditions de Gênes et de Venise, avec mission expresse de les célébrer. Ce qu'il fait dans un poème intitulé Voyage de Gênes où l'emploi du merveilleux ne nuit en rien à l'exactitude historique; l'expédition de Venise est l'objet d'une autre .
Onze miniatures à pleine page par Jean Bourdichon illustrent le texte. La reine Anne de Bretagne est montrée au folio 1 recevant le livre des mains de Marot devant ses dames d'honneur et les seigneurs de la cour. Les scènes décrivant les divers épisodes de la campagne alternent avec des scènes allégoriques compliquées où l'on voit Gênes personnifiée en jeune Italienne discutant avec Marchandise et Peuple (fol. 6), pleurant avec Désespoir, Douleur et Rage (fol. 34v), et finalement (fol. 37v) habillée à la française, couverte d'un manteau azur semé de fleurs de lys et doublé d'hermine, remercier à genoux Raison. Les scènes narratives jouent avec le pittoresque décoratif des armures et des casques au plumail coloré, des cottes d'armes brodées de porcs-épics, de caparaçons, des costumes italiens ou de l’appareil héraldique. On y voit Louis XII empanaché et revêtu d'une cotte d'armes brodée de ruches et d'abeilles d'or (fol. 21v), bordée de la devise « Non utitur aculeo Rex cui paremus» (« notre roi à qui nous obeissons n'use pas de son aiguillon »).

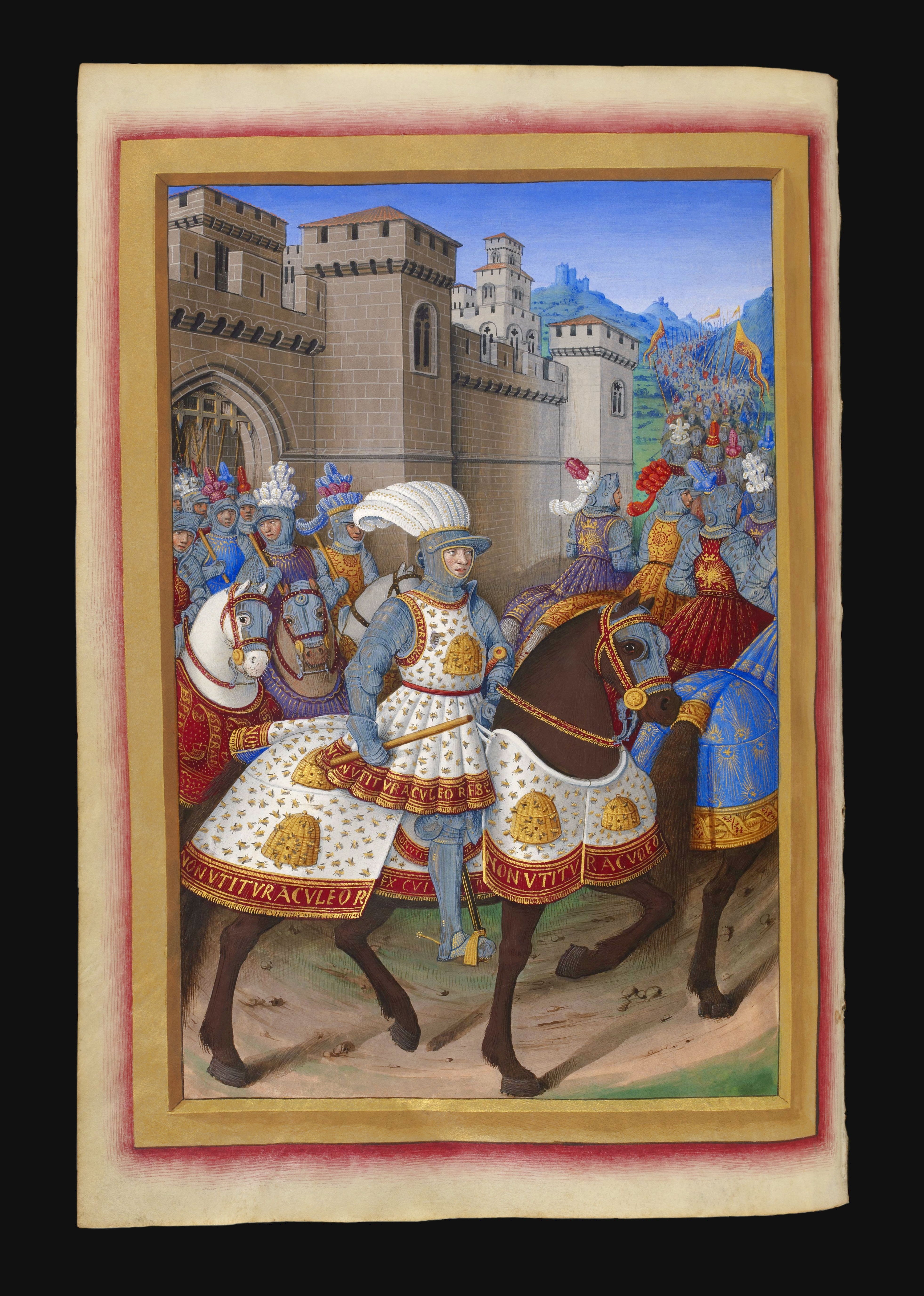
Louis XII et ses troupes sortent d'Alexandrie pour affronter les Génois, f.15v.
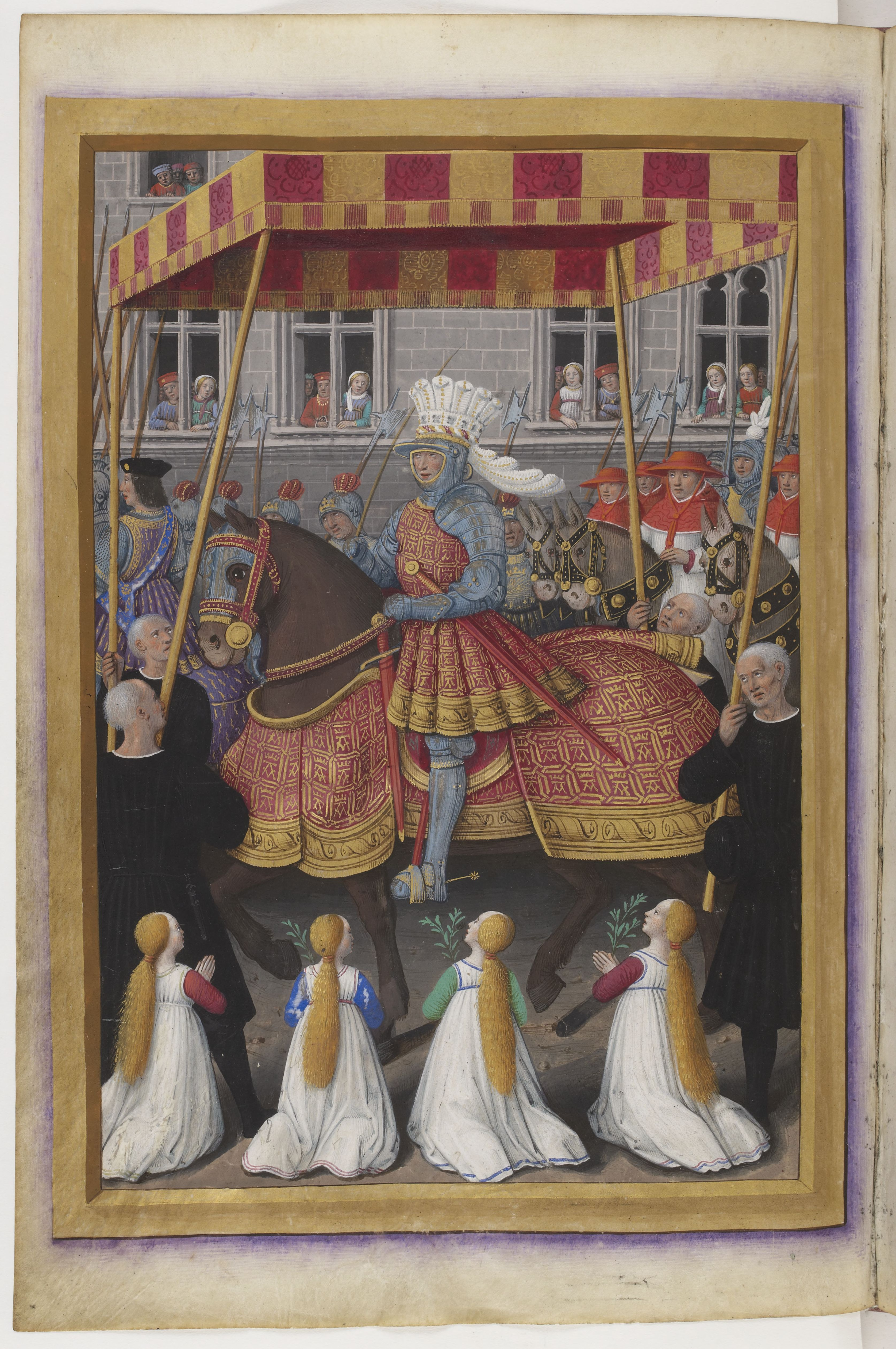
Entrée de Louis XII à Gênes, fol. 22v.

#### Épîtres de poètes royaux
C'est une collection curieuses de onze poèmes ou épîtres à connotation politique, présentée comme s'il s'agissait d'une tendre correspondance entre Anne de Bretagne restée en Touraine et le roi Louis XII qui alors combattait Venise. Elle est illustrée de onze peintures en pleine page en verso des feuilles font face au début de chaque texte, où alternent comme dans le Voyage à Gênes les scènes descriptives et allégoriques.
Rédigés vers 1510 en latin et traduits en français, ou en français par des auteurs comme Fauste Andrelin, Jean Francisque Suard de Bergame, Jean d'Auton, Macé de Villebresme, Jean Lemaire de Belges, les textes célèbrent la victoire des Français sur Venise à Agnadel en 1509 (Saint-Pétersbourg, Bibliothèque nationale de Russie, Fr. F. v. XIV, 8). Ces textes appartiennent à l'abondante littérature rhétorique et courtisane à la gloire de Louis XII.
La scène de dédicace du Voyage de Gênes (folio 1) est extrêmement proche de l'illustration de la 3e épître de ce manuscrit (folio 40v), où la reine remet à un messager une lettre pour son époux.
Au folio 1, la reine Anne, vêtue de noir et tenant un mouchoir en signe d'affliction, écrit sur une table pliante où repose un attirail d'écriture; derrière elle, un grand lit est tendu de courtines à bandes rouges et dorées, les couleurs du roi, où pend un diptyque en orfèvrerie. Les dames assises parterre lisent ou brodent en compatissant. Cette miniature fait pendant à celle du folio 51v où c'est Louis XII, vêtu à l'italienne, qui écrit sous un dais aux mêmes couleurs rouge et or. À l'arrière, les armures sont posées sur une table, et les courtisans sont rassemblés au fond, alors que par une porte ouverte, on voit des chevaliers prêts et le cheval royal sellé.
Les miniatures sont parmi les plus soignées de Bourdichon et spécialement luxueuses car l'or est employé à profusion dans les vêtements ou les tentures, faisant écho à celui des cadres qui projettent une ombre violacée sur le parchemin blanc.

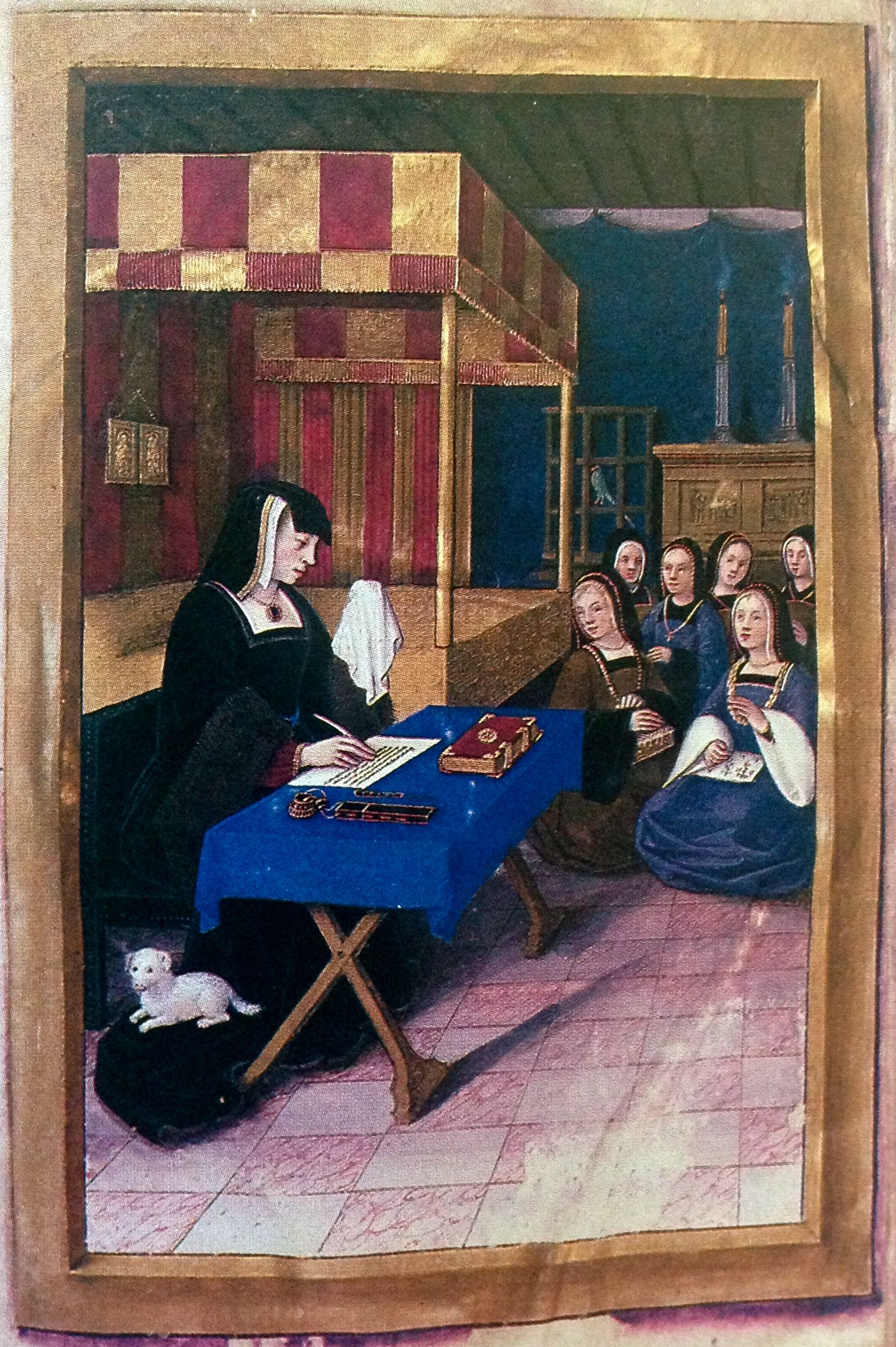
Anne de Bretagne écrit à Louis XII. Épîtres de poètes royaux folio 1v.
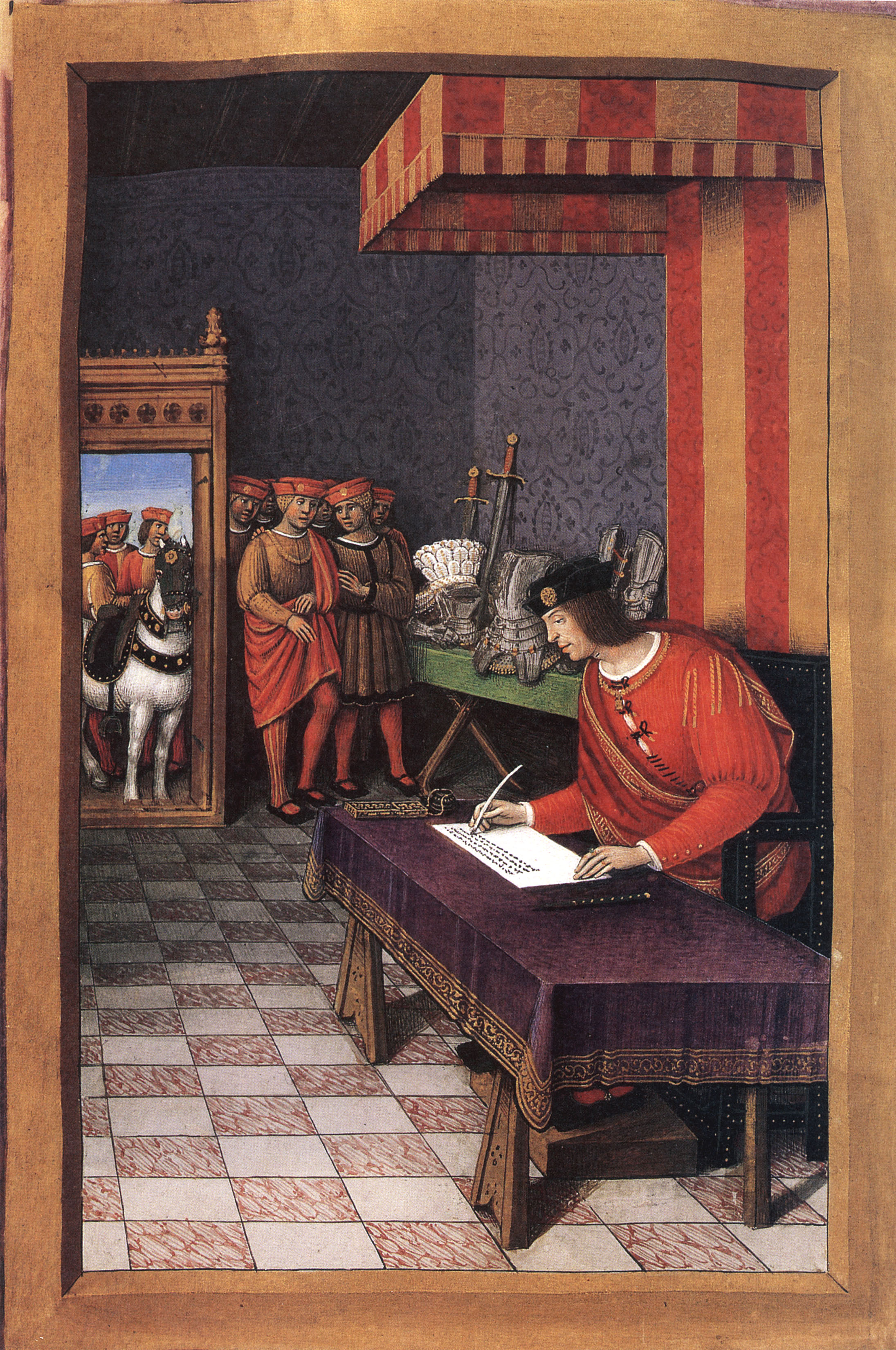
Louis XII écrivant à Anne de Bretagne. Épîtres de poètes royaux (vers 1510), Saint-Pétersbourg, fol. 51v.

#### Quatre enluminures duThéodolet

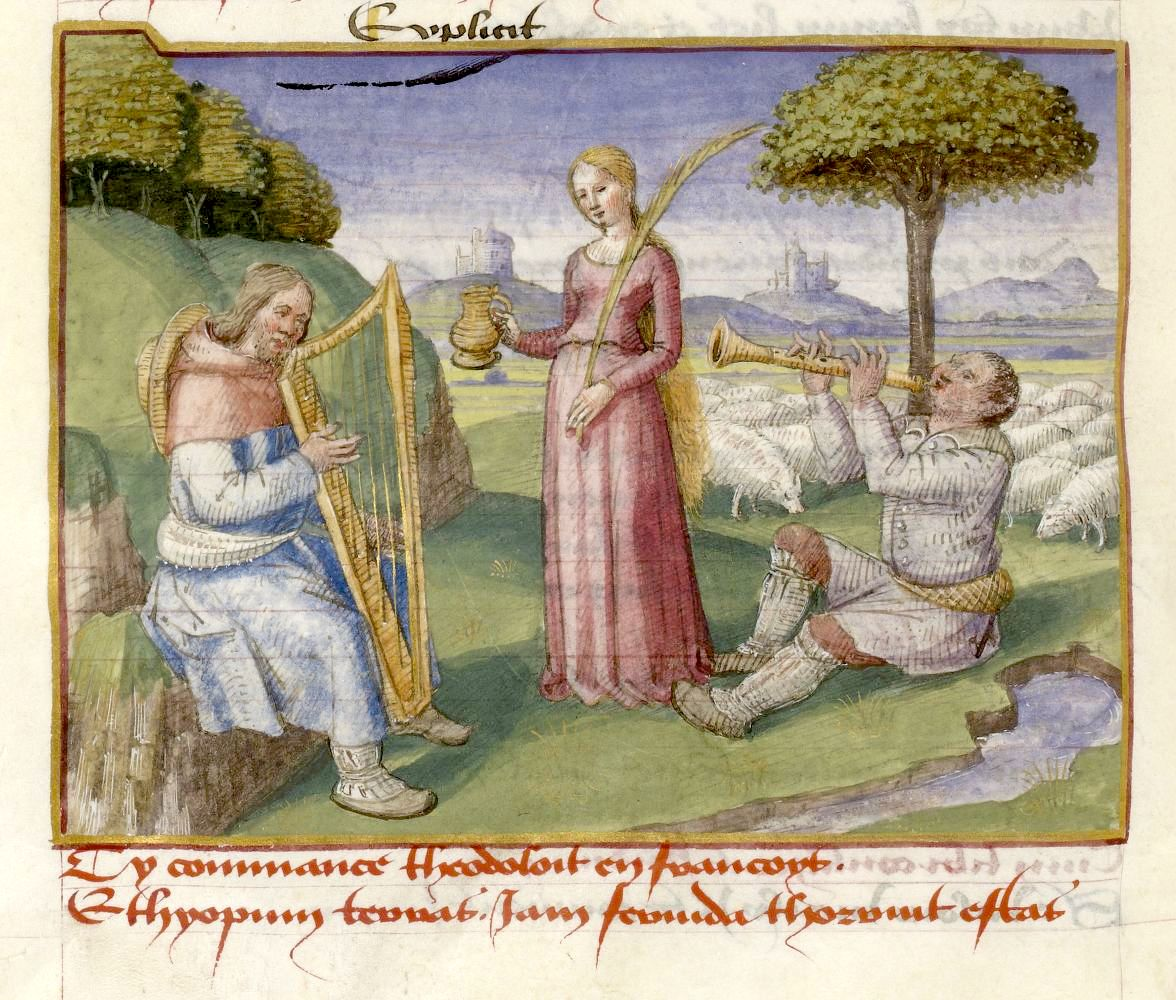
Théodolet folio 111v. Miniature de Jean Bourdichon, montrant le berger païen Pseustis et la bergère chrétienne Alithia.

Le Théodolet, vers 1485-1490 est un recueil en vélin de plusieurs œuvres. Il contient :
1. « Le Livre des philozophes, translaté de latin en françois » par Guillaume de Tignonville ;
2. « Aucuns Diz des saiges, extraiz du livre des Vices et Vertuz nommé la Somme le Roy et de plusieurs philozophes » par Frère Laurent. ;
3. « Les Diz de Caton », traduction en vers français de Jean le Fèvre de Ressons[41] ;
4. « Theodoloit », églogue traduite en vers français par Jean le Fèvre de Ressons ;
5. « Les Moralitez des philozophes en françois », dit le Livre de Sénèque ;
6. « Le Livre de la moralité des nobles hommes et de gens du peuple soubz le gieu des esches » de Jacques de Cessoles, « translaté de latin en françois par Frere  Jehan de Vignay, hospitalier de l'ordre de Hault Pas »;
7. « De quant de natures contient l'omme en soy selon Aristote », ou « Le traitté des quatre choses ». ;
8. Deux petites pièces de vers.

Le Théodoloit, qui a donné le nom au volume, est la traduction de l'Ecloga Theoduli, églogue parfois attribué à Théodule, évêque de Syrie au Ve siècle; à l'origine un poème didactique dans lequel un berger païen (Pseustis, originaire d'Athènes) et une bergère chrétienne (Alithia, descendante de David) disputent sur les vertus propres au paganisme et au christianisme. En traduction française, c'est un poème de 780 vers décasyllabiques à rimes plates, commençant par
« Ou mois de juing que le soleil est hault
en son signe de Cancre et par grant chault... »
Le manuscrit contient quatre miniatures d'une demi-page (aux folios 99v, 111v, 124v, 142v), dont l'une (111v) introduit le Théodoloit.

#### Heures de Charles VIII
Les Horae ad usum Parisiensem, dites Heures de Charles VIII, sont un livre d'heures conservé à la Bibliothèque nationale de France, manuscrit Lat. 1370. Il a sans doute appartenu au roi Charles VIII. C'est un manuscrit en parchemin de 219 folios de petit format (180 × 105 mm) ne contenant que seize lignes de texte. Il comporte des initiales d'or ou de couleur, dont deux sont historiées (20v et 25r) et plusieurs ornées des armes de France. Les textes sont en latin ou en français.
Seize peintures sont attribuées à Jean Bourdichon ou de son atelier. Ces peintures sont, à l'exception des deux dernières, au lavis d'ocre rehaussé parfois de rouge (aux lèvres de Marie, ou aux plaies du Christ). Elles se présentent comme des tapisseries, avec les plis du haut et des boules en bas. Les deux premières peintures (35v et 36r) présentent un Christ bénissant et une Vierge en oraison qui se font face comme les panneaux décrits plus haut. Les deux dernières miniatures (212v Saint Denis et 216r Archange Michael) sont au contraire colorées, sur un fond bleu clair. Elles font partie d'une série d'« Additions diverses ». Les Heures s'ouvrent sur un calendrier de Tours.

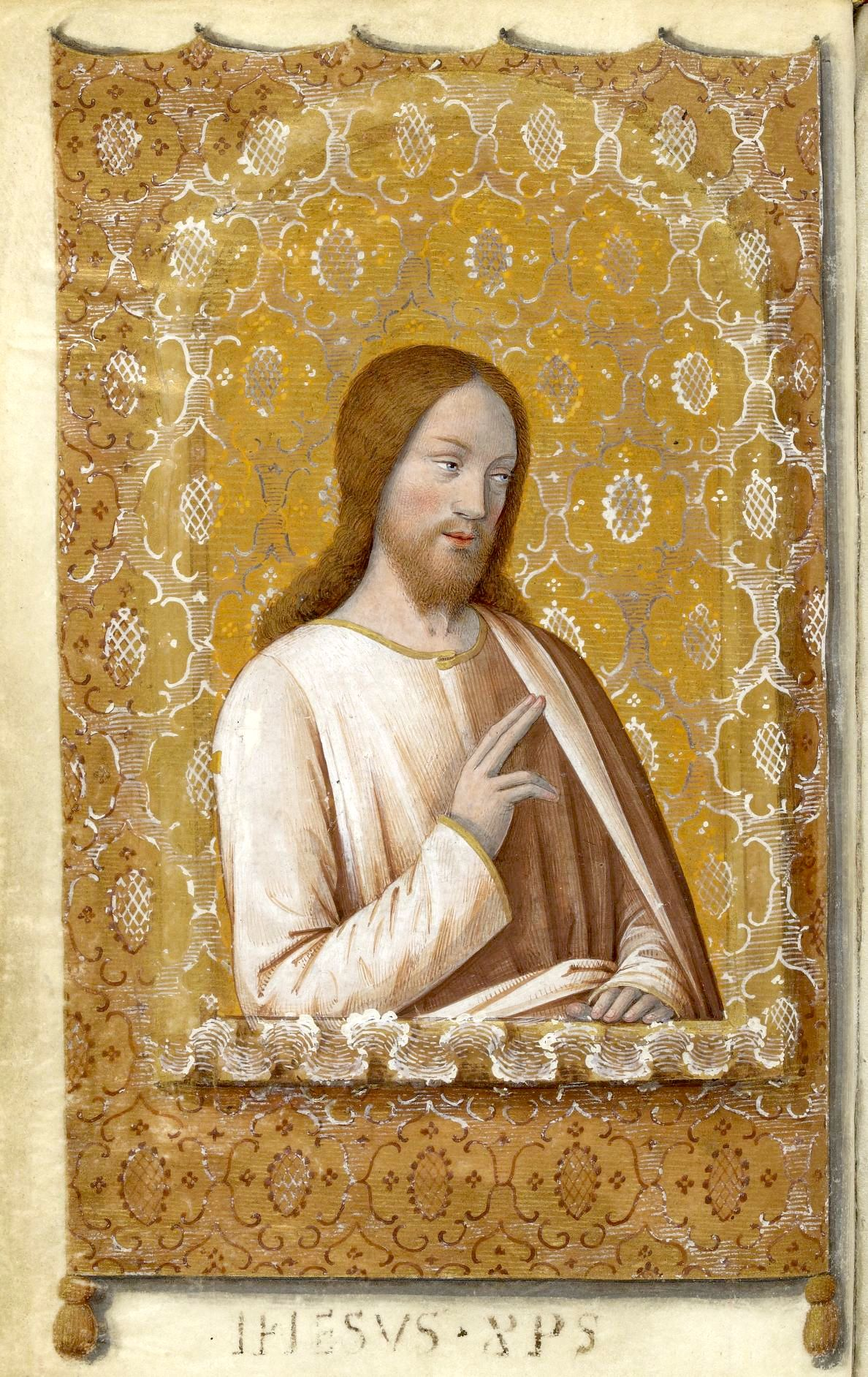
Christ bénissant.
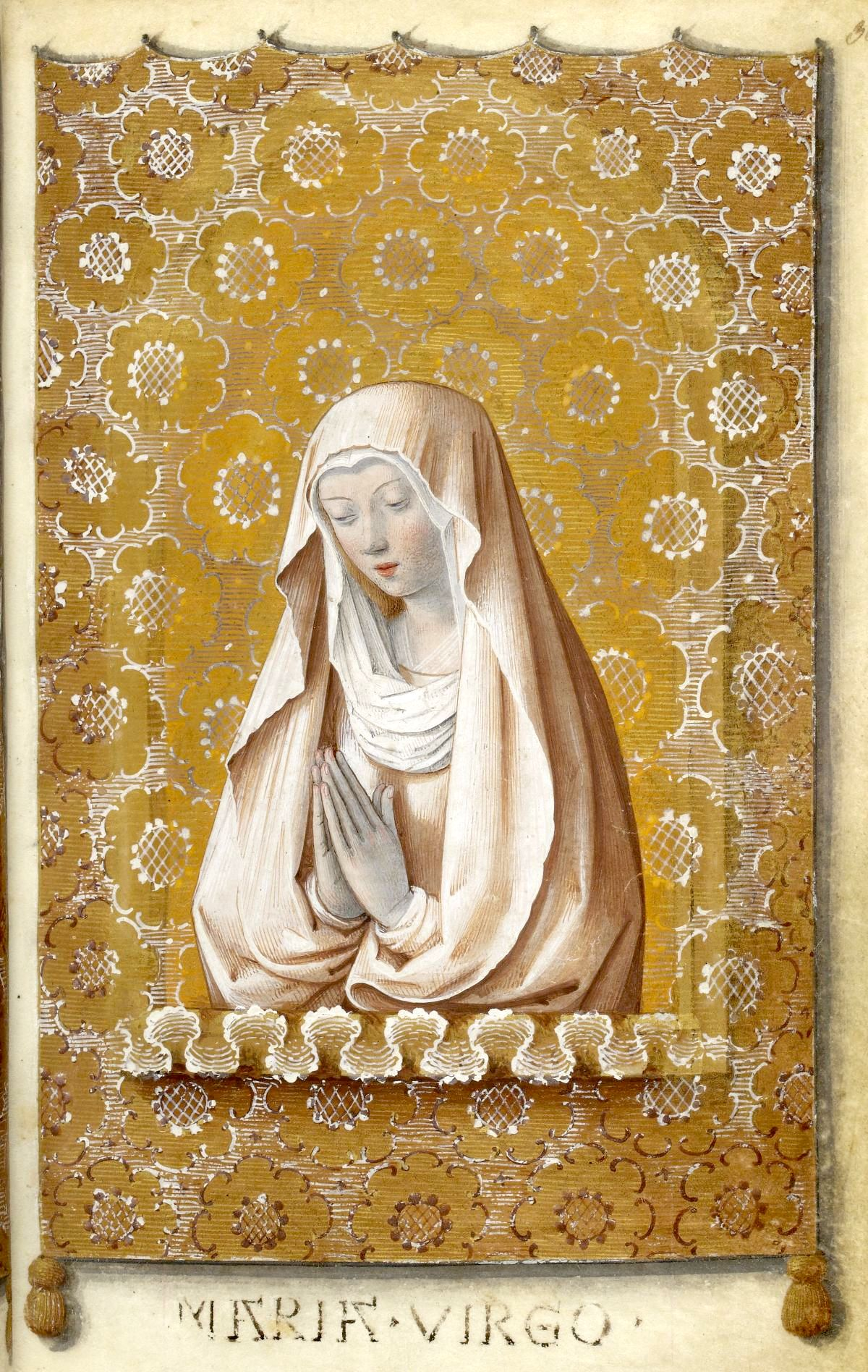
Vierge en oraison.

Ces Heures toutes simples ne sont en rien comparable au splendide livre d'heures de Charles VIII d'Antoine Vérard conservé à la Bibliothèque nationale d'Espagne et enluminé par le Maître de Jacques de Besançon.

#### Missel de Jacques de Beaune

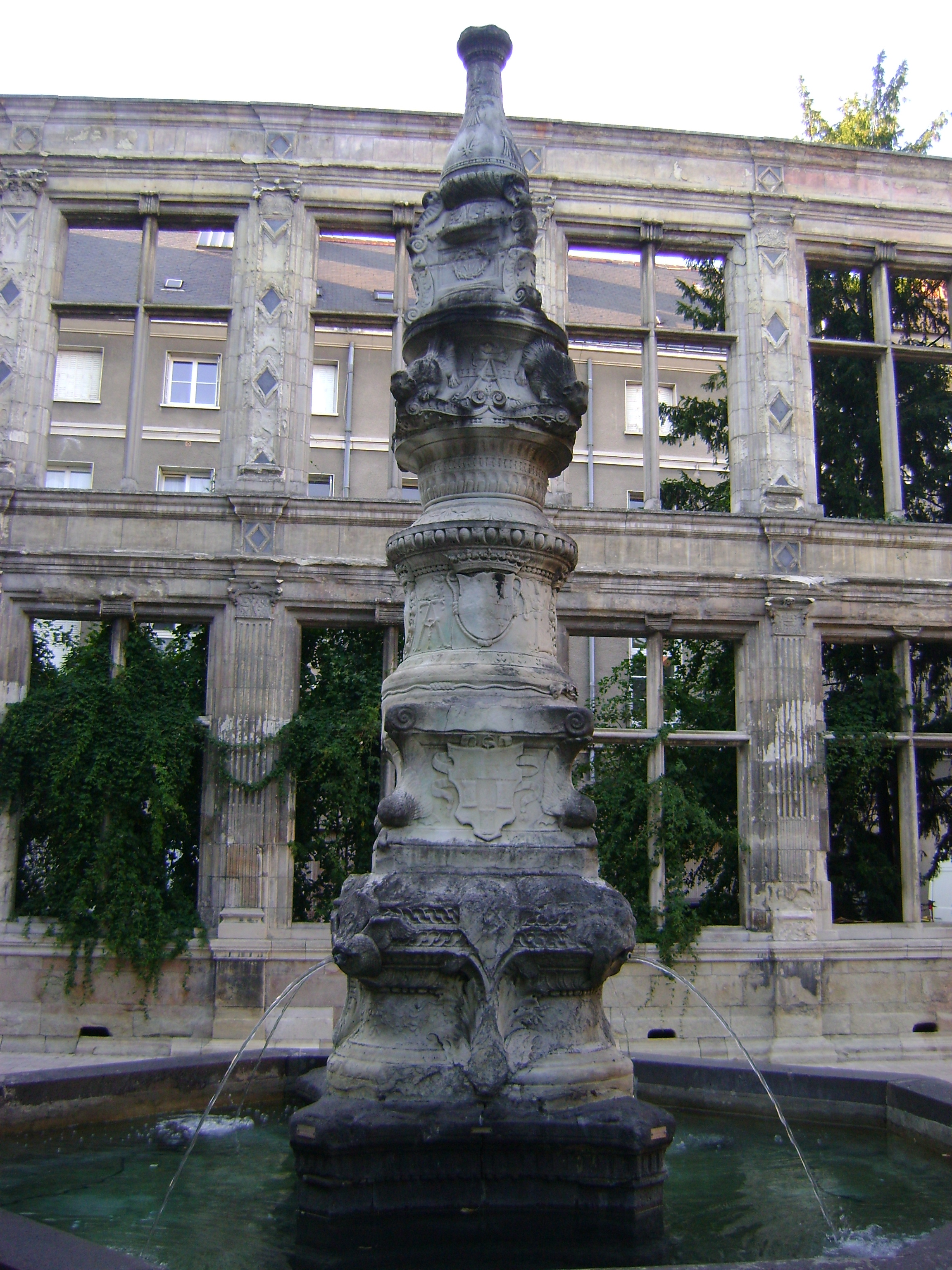
Fontaine de Beaune-Semblançay.

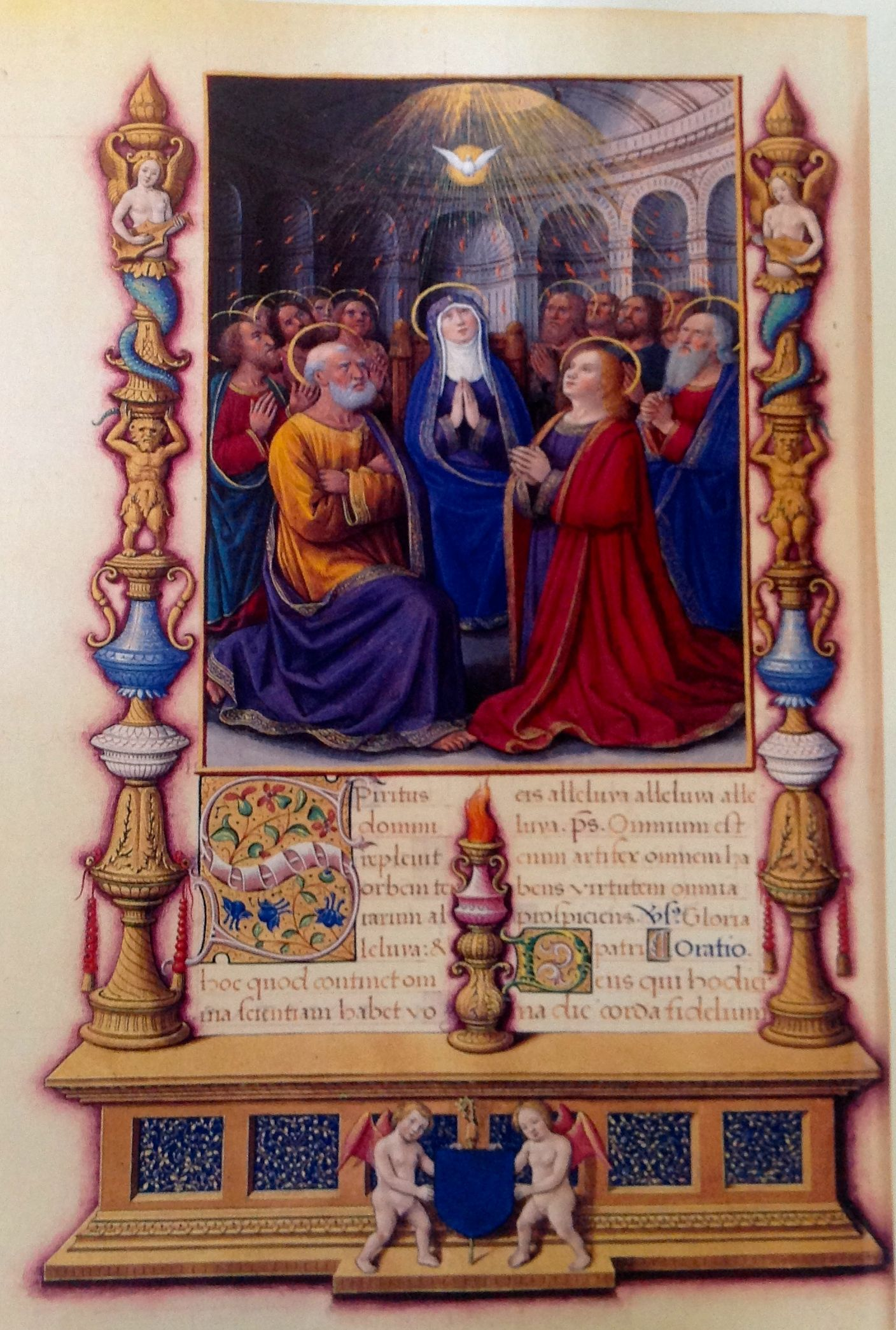
Missel de Jacques de Beaune - folio 226v.

Le Missel de Jacques de Beaune est un manuscrit latin de 438 folios de belle taille (410 × 290 mm), produit entre 1506 et 1511, conservé à la Bibliothèque nationale de France, ms. Lat. 886. C'est un missel romain à l'usage de l'église de Tours. Il a été exécuté pour Jacques de Beaune de Semblançay, fils du célèbre Jacques de Beaune (1465-1527), mort en 1511. Ce Jacques de Beaune était trésorier d'Anne de Bretagne, évêque de Vannes (1504-1511), doyen du chapitre Saint-Gatien de Tours en 1506 et vicaire général et administrateur de l’archevêché de Tours en 1509. Plusieurs feuillets portent l'écu de Beaune accolé à une crosse ; après un possesseur anonyme, qui recouvre certaines autres portent les armes d'un membre de la famille Fumée, sans doute Nicolas Fumée, premier aumônier du roi, évêque de Beauvais, abbé de Beaulieu-lès-Loches. Le livre a été acheté en 1736 à la vente des livres d'Henri-Charles du Camboust, duc de Coislin, évêque de Metz.
La reliure de veau brun-rouge partiellement peint en noir, à décor doré de filets et fers, certains azurés, sur ais de bois, avec traces de deux fermoirs en gouttière a été modifiée vers 1570-1580 par l'adjonction d'un semé du chiffre NF. Elle a été restaurée en 2019.
Le missel est décoré avec un luxe extrême de miniatures de tailles diverses par Jean Bourdichon et le Maître de Claude de France. Elles sont flanquées de « candélabres » dorés italianisants sur toute la hauteur du texte : ces candélabres rappellent ceux introduits par Giovanni Todeschino quelques années plus tôt pour l'encadrement des miniatures des Heures de Frédéric III d'Aragon. Elles sont ici de facture française, d'un or virant au bronze, élevés sur un dégradé de violet ou de pourpre frotté sur le parchemin blanc. Leur structure rappelle la fontaine de l'hôtel de ville de Beaune qui, même s'il a été édifié en 1511, donc après l'achèvement du manuscrit, par le père du commanditaire, témoigne du goût de l’époque pour cette forme de sculpture.
Parmi les dix-huit grandes miniatures à candélabres, six peintures à pleine page offrent une composition nouvelle chez Bourdichon : une très grande miniature au-dessus du texte est encadrée de deux candélabres latéraux qui reposent sur un stylobate doré enrichi de plaques mouchetées et supportant un troisième candélabre plus court qui sépare les deux colonnes de texte. L'illustration se complète de trente-six petites miniatures flanquées d'un candélabre et de douze bas de page pour les mois du calendrier.
L'iconographie des miniatures est tout à fait voisine de celle des Grandes Heures d'Anne de Bretagne, ils sont ici, à cause du format, plus petits, plus ronds, voire plus poupins. Les compositions sont allégées. L'usage du clair-obscur est plus prononcé et plus souple que dans les Grandes Heures, les effets sont plus souples, même si les couleurs peuvent être violentes.
L'enlumineur qui a peint les petits anges tenant l'écu de Beaune semble être le Maître de Claude de France, faisant ici ses premières armes. Il reprend plus tard à son compte la structure des stylobates mouchetés et candélabres pour ses propres compositions.

#### Autres œuvres
- Heures de Charles de Martigny, dispersées, 1485-1494, connues aujourd'hui par 7 feuillets : 2 au musée Calouste Gulbenkian, Lisbonne (M.2 A-B), 3 au Fitzwilliam Museum, Cambridge (Marlay cuttings Fr. 4, 5, 6)[47] et 2 dans une collection privée, passées en vente chez Christie's, 10 juillet 1979, (lot 144)
- Description des douze Césars avec leurs figures (vers 1520)
- Heures d'Ippolita d'Aragon, vers 1495-1504, abbaye de Montserrat, bibliothèque de l'Abbaye, manuscrit 66.
- Le Papaliste (1480), enluminé et historié par Jean Bourdichon pour Louis XI.
- Heures à l'usage de Tours, vers 1490, médiathèque François-Mitterrand de Poitiers, Ms 55 (334). L'exécution des miniatures de ces heures, comme d'autres cas, est partagée, ici entre Bourdichon, le Maître de Jean Charpentier, et des assistants. Les folios 47, 53v, 157 et 159 sont de Bourdichon[48].

Comme tous les peintres des XVe et XVIe siècles, Jean Bourdichon assume des activités ambitieuses et humbles. Il fait fabriquer et dore des chaises pour Anne d'Autriche en 1484, alors âgée de 4 ans. Il peint de nombreux étendards, fournit des patrons, dessine des robes des modèles de monnaies. Il dresse une vue de Caudebec, en Normandie, et de Nantes. Il peint aussi des modèles de navires et, en 1485, la généalogie des ducs de Bourgogne.